# Gregorij Rožman
Gregorij Rožman   (Feistritz ob Bleiburg, 9 de març de 1883 - Cleveland, 16 de novembre de 1959) fou un prelat de l'Església catòlica romana, bisbe de la diòcesi de Ljubljana de 1930 a 1959. És conegut sobretot pel seu polèmic paper durant la Segona Guerra Mundial i per l'ocupació de Iugoslàvia: fermament anticomunista, s'oposa als Partisans eslovens i estableix relacions amb els ocupants italians i després amb els alemanys, aportant el seu suport a les forces armades col·laboradores. Després de refugiar-se a l'estranger al final de la guerra, va ser condemnat in absentia per col·laboració amb l'enemic pel règim comunista iugoslau i va morir a l'exili. Després de la caiguda del comunisme, l'Església catòlica eslovena va fer una campanya per a la seva rehabilitació, al·legant que les seves relacions amb els ocupants van ser motivades principalment per la seva preocupació per millorar la sort d'una gran quantitat de la població.

## Joventut i carrera eclesiàstica
Gregorij Rožman va néixer a Àustria-Hongria en el si d'una família de pagesos eslovens de Caríntia, al poble de Dolintschitschach, a prop de Feistritz ob Bleiburg. El 1904 va iniciar estudis de teologia. Ordenat sacerdot el 1907, va continuar els seus estudis a Viena i el 1912 es va doctorar en teologia a la Universitat de Viena. Aleshores va ser responsable d'un seminari, després de professor de dret canònic. Més tard va ser nomenat per a la diòcesi de Gurk a Klagenfurt. Després de la Primera Guerra Mundial, el seu suport a l'adhesió a Iugoslàvia durant el referèndum de Caríntia li va impedir quedar-se a Klagenfurt, tornant a Àustria després de les eleccions. Es va traslladar al Regne dels serbis, croats i eslovens (la futura Iugoslàvia) on es va convertir en professor de dret canònic a la Universitat de Ljubljana. Va ser nomenat degà després d'uns mesos d'ensenyament. Assagista prolífic, publica diverses obres sobre les relacions entre església i estat. El 1929 va esdevenir bisbe coadjutor de Ljubljana, i bisbe titular a l'any següent.

## Segona Guerra Mundial
Després de la invasió i desmembrament del Regne de Iugoslàvia l'abril de 1941, la regió de Ljubljana és annexionada per la Itàlia mussoliniana, que la converteix en la província de Ljubljana. Els ocupants italians es van esforçar a mantenir bones relacions amb els cercles catòlics i van fer de monsen Rožman un dels seus principals interlocutors. El Front d'Alliberament Eslovè, una branca local dels partisans comunistes de Tito, aviat multiplica els atacs contra els ocupants. El bisbe de Ljubljana, a petició de l'ex governador Marko Natlačen, denuncia públicament les accions dels comunistes: aquests últims tendeixen cada cop més a atacar a tots els no comunistes, a qui impulsen a la col·laboració amb els ocupants.
L'abril de 1942 l'arquebisbe Rožman va participar, amb Marko Natlačen i el general Leon Rupnik, en la creació d'una organització clandestina, l'Aliança eslovena (Slovenska zaveza o SZ), que va reunir catòlics, liberals i socialistes. L'Aliança Eslovena pretenia crear un “exèrcit d'alliberament” i contactar amb el govern reial a l'exili. Els italians van ser informats de la seva existència, però la van tolerar, amb l'esperança que Rožman l'orientés cap a una política italòfila. Tot i ser reconeguda pel govern a l'exili que li envia subvencions mensuals, l'Aliança Eslovena ràpidament va triar la col·laboració amb els ocupants: va crear una força armada, la Legió de la mort, que aviat s'enfrontaria als comunistes, obtenint el reconeixement oficial dels italians. A l'agost, el general Roatta, cap de les forces italianes a Iugoslàvia, visità monsenyor Rozman per convèncer de sortir cercles catòlics per la seva neutralitat i s'uneixen a la lluita de les forces de la "civilització i la religió" contra els "bolxevics". Rožman va acceptar i va escriure poc després al general Robotti, comandant de les tropes italianes a Eslovènia, per anunciar el seu desig d'ajudar les forces ocupants a restaurar l'ordre.

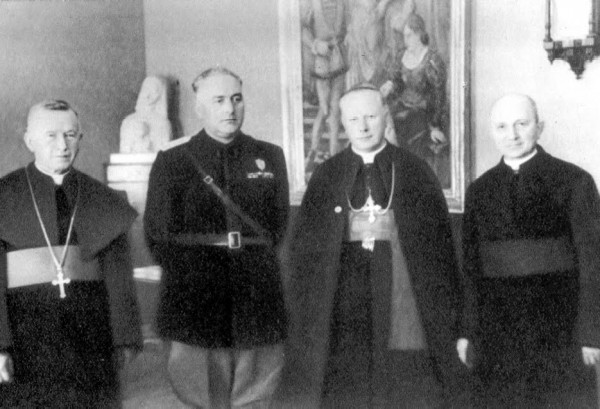
Monsenyor Rožman (segon a la dreta) amb el governador italià Emilio Grazioli.

Gregorij Rožman va aprofitar les seves relacions amb els ocupants per intervenir en nom de diversos presos, ostatges de guerra, deportats o jueus. Les seves intervencions concerneixen a més de mil persones, però també tenen un aspecte estratègic quan recomana als italians que deixin en llibertat només oficials presos que puguin ser empleats en la lluita contra els comunistes.
Després de la capitulació d'Itàlia a Setembre de 1943, la província de Ljubljana va ser ocupada pel Tercer Reich. Rožman figurava entre els consultats pel gauleiter Friedrich Rainer quan va prendre possessió del càrrec. Després de rebre la seva opinió, els alemanys nomenarien Leon Rupnik prefecte de la província. L'arquebisbe Rožman va continuar mantenint relacions públiques amb Rupnik, que també va comandar la Guàrdia Nacional Eslovena sota la supervisió de les SS, així com amb el comandant de les forces alemanyes a Eslovènia, Erwin Rösener.
Al final del conflicte mundial, a mesura que les forces comunistes avançaven cap a Ljubljana, Gregorij Rožman va intentar en va arribar a un acord amb els Aliats angloamericans perquè aquests últims arribessin primer a Eslovènia. A continuació, va aconseguir fugir a Àustria, a diferència de molts fugitius eslovens o croats que van ser conduïts de tornada a Iugoslàvia i lliurats als comunistes.

## Després de la guerra
Gregorij Rožman va ser condemnat en absència per un tribunal militar de les noves autoritats comunistes el 30 d'agost de 1946 a 18 anys de presó i treballs forçats, així com la desaparició dels seus drets civils. Després d'haver deixat Eslovènia sense l'aprovació del Papa, no se li pot confiar cap responsabilitat dins de la jerarquia de l'Església. Després va obtenir un permís per entrar als Estats Units, on es va instal·lar i va morir el 1959. Va ser enterrat al cementiri franciscà de Lemont (Illinois).
Als anys 2000, l'Església catòlica eslovena va fer una campanya per a la rehabilitació de l'arquebisbe Rožman, argumentant que les seves relacions amb els ocupants tenien com a objectiu evitar que no patís patiment a la població. El 2007, la Cort Suprema Eslovena va anul·lar la sentència de 1946. El seu cos va ser portat el 2013 a Eslovènia per ser enterrat allà.